# Ropelicha
Ropelicha – część wsi Lelis w Polsce, położona w województwie mazowieckim, w powiecie ostrołęckim, w gminie Lelis. Dawniej Lelis kolonia.
W latach 1975–1998 Ropelicha administracyjnie należała do województwa ostrołęckiego.

## Historia
W latach 1921–1939 kolonia leżała w województwie białostockim, w powiecie ostrołęckim, w gminie Nasiadki (od 1931 w gminie Durlasy).
Według Powszechnego Spisu Ludności z 1921 roku wieś zamieszkiwało 159 osób w 27 budynkach mieszkalnych. Miejscowość należała do parafii rzymskokatolickiej w Kadzidle. Podlegała pod Sąd Grodzki w Myszyńcu i Okręgowy w Łomży; właściwy urząd pocztowy mieścił się w Kadzidle.
W wyniku agresji niemieckiej we wrześniu 1939 wieś znalazła się pod okupacją niemiecką. Od 1939 do wyzwolenia w 1945 włączona w skład Landkreis Scharfenwiese, rejencji ciechanowskiej Prus Wschodnich III Rzeszy.